# Calli Thackery
Calli Hauger-Thackery (9 gennaio 1993) è una mezzofondista e maratoneta britannica.

## Biografia
Suo padre Carl Thackery è stato a sua volta un atleta professionista..

## Palmarès
| Anno | Manifestazione          | Sede       | Evento         | Risultato | Prestazione | Note                          |
| ---- | ----------------------- | ---------- | -------------- | --------- | ----------- | ----------------------------- |
| 2015 | Europei U23             | Tallinn    | 5000 m piani   | 5ª        | 15'47"71    | Miglior prestazione personale |
| 2015 | Europei di cross        | Hyères     | Corsa U23      | 25ª       | 20'49"      |                               |
| 2015 | Europei di cross        | Hyères     | A squadre      | Oro       | 41 p.       |                               |
| 2022 | Europei                 | Monaco     | 5000 m piani   | 6ª        | 15'08"79    | Miglior prestazione personale |
| 2022 | Giochi del Commonwealth | Birmingham | 5000 m piani   | 10ª       | 15'24"82    |                               |
| 2023 | Mondiali su strada      | Riga       | Mezza maratona | 7ª        | 1h08'56"    | Miglior prestazione personale |
| 2023 | Mondiali su strada      | Riga       | A squadre      | Bronzo    |             |                               |
| 2024 | Europei                 | Roma       | Mezza maratona | Bronzo    | 1h08'58"    |                               |
| 2024 | Europei                 | Roma       | A squadre      | Oro       | 3h29'01"    |                               |
| 2024 | Giochi olimpici         | Parigi     | Maratona       | dnf       | dnf         |                               |

## Campionati nazionali
2010
- 4ª ai campionati britannici under-20 indoor, 1500 m piani - 4'51"19
- 7ª ai campionati britannici under-20 indoor, 800 m piani - 2'16"51

2011
- 6ª ai campionati britannici under-20, 3000 m piani - 10'34"96

2012
- 6ª ai campionati britannici under-20, 3000 m piani - 9'54"80

2013
- 9ª ai campionati britannici under-23, 1500 m piani - 4'32"7

2014
- Oro ai campionati britannici under-23, 5000 m piani - 16'22"64

2016
- 13ª ai campionati britannici, 5000 m piani - 16'22"86

2022
- 5ª ai campionati britannici, 5000 m piani - 15'39"77

2024
- Argento ai campionati britannici di mezza maratona - 1h09'35"
- Oro ai campionati britannici di 5 km su strada - 15'35"

2025
- Argento ai campionati britannici, 10000 m piani - 31'24"21

## Altre competizioni internazionali
2017
- 6ª nella Super League degli Europei a squadre ( Villeneuve-d'Ascq), 5000 m piani - 16'12"16

2018
- Argento alla Mezza maratona di Manchester ( Manchester) - 1h15'33"
- 5ª alla Great South Run ( Portsmouth), 10 miglia - 58'48"

2019
- 5ª alla Mezza maratona di Glasgow ( Glasgow) - 1h15'55"
- 18ª alla Great North Run ( Newcastle upon Tyne) - 1h17'28"

2022
- Oro alla Mezza maratona di Copenaghen ( Copenaghen) - 1h09'02"

2023
- 6ª alla Mezza maratona di Berlino ( Berlino) - 1h09'01"

2024
- 7ª alla Maratona di Berlino ( Berlino) - 2h21'24"
- 7ª alla Mezza maratona di Houston ( Houston) - 1h08'20"

2025
- 6ª ai Bislett Games ( Oslo), 10000 m piani - 30'50"64
- 5ª ai Campionati europei a squadre di atletica leggera ( Madrid), 5000 m piani - 16'06"33
- 6ª alla Maratona di Boston ( Boston) - 2h22'38"